# Арнолд I фон Дист
Арнолд I фон Дист (на немски: Arnold I von Diest; † 1136) от род Дист от белгийската провинция Фламандски Брабант, е господар в Дист.

## Произход
Той е син на Ото фон Дист († 1114 или 1115). Шефовете на фамилията са дълго време бургграфове (вицекомтове) на Антверпен.

## Деца
Арнолд I фон Дист има един син:
- Арнолд II фон Дист († 1163), губернатор на Брабант, женен за Хелвига ван Гримберген († сл. 1163)